# Costești (Mołdawia)
Costești – miasto (rum. oraș) w północno-zachodniej Mołdawii w rejonie Rîșcani; liczy 2,5 tys. mieszkańców (1 stycznia 2014).